# Marina Hands
Marina Hands (Paris, 10 de janeiro de 1975) é uma atriz francesa.